# ایان رید
ایان رید (به انگلیسی: Ian Read) (زاده ۱۹۵۳) کارآفرین، حسابدار، شیمی‌دان و مدیر ارشد اجرایی اسکاتلندی است، که در حال حاضر به‌عنوان مدیر عامل اجرایی شرکت فایزر فعالیت می‌نماید. شرکت فایزر هم‌اکنون به‌عنوان بزرگ‌ترین شرکت داروسازی جهان محسوب می‌شود.